# Baviola
Baviola là một chi nhện trong họ Salticidae.